# Université de Lorraine
Die Université de Lorraine (kurz: UL; deutsch „Universität von Lothringen“) ist eine staatliche Hochschule in der französischen Region Lothringen, die 2012 aus dem Zusammenschluss der Universität Nancy und der Universität Metz hervorgegangen ist. Sie hat den Status eines Grand établissement.

## Geschichte
Die Hochschule geht auf die am 5. Dezember 1572 von den Herzögen von Lothringen gegründete Universität Pont-à-Mousson in Pont-à-Mousson zurück, die 1769 nach Nancy verlegt wurde. Nach den Studentenunruhen von 1968 wurde die Universität in zwei Hochschulen aufgeteilt.
Im März 2007 wurden die Universitäten Henri Poincaré / Nancy-I (UHP), Nancy-II (UN2) und das Institut national polytechnique de Lorraine (INPL) zur (neuen) Universität Nancy zusammengeführt. Durch den Zusammenschluss mit der Universität Paul Verlaine – Metz (UPVM) im Oktober 2009 wurde das Zentrum für Forschung und Hochschulwesen der Université de Lorraine (französisch: Pôle de recherche et d’enseignement supérieur (PRES) de l’Université de Lorraine) gegründet. Nachdem im September 2010 die Bedingungen für die Fusion beider Universitäten festgelegt wurden, wurde diese am 25. Januar 2011 von allen Verwaltungsräten bewilligt. Mit dem Erlass des 22. Septembers 2011 wurde die Université de Lorraine offiziell gegründet. Der Zusammenschluss erfolgte schließlich am 1. Januar 2012. Die Hochschule ist Teil der europäischen Hochschulallianz EURECA-PRO, zu der in Deutschland die Hochschule Mittweida und die Technische Universität Bergakademie Freiberg gehören.

## Organisation
Trotz des Zusammenschlusses der 2 (bzw. 4) Universitäten bleibt die Gliederung in Fakultäten (Unités de formation et de recherche – UFR) und Institute für Technik (Instituts universitaires de technologie – IUT) weitestgehend bestehen.
Die einzelnen Fakultäten wurden in 8 sogenannte Collegiums zusammengefasst.
| Collegium                                                                | Standort | Fakultät / Institut |
| ------------------------------------------------------------------------ | -------- | --- |
| Ingenieurwissenschaften                                                  | UHP      | - École nationale supérieure des technologies et industries du bois (ENSTIB) - Ecole Supérieure d’Informatique et Applications de Lorraine (ESIAL) - École polytechnique universitaire de Lorraine (Polytech Nancy) |
| Ingenieurwissenschaften                                                  | INPL     | - École européenne d’ingénieurs en génie des matériaux (EEIGM) - École nationale supérieure d’agronomie et des industries alimentaires (ENSAIA) - École nationale supérieure d’électricité et de mécanique (ENSEM) - École nationale supérieure de géologie (ENSG) - École nationale supérieure en génie des systèmes et de l’innovation (ENSGSI) - École nationale supérieure des industries chimiques (ENSIC) - École nationale supérieure des mines de Nancy (ENSMN) - Cycle Préparatoire Polytechnique (Classe préparatoire der staatlichen polytechnischen Institute) |
| (Institute für) Technik                                                  | UHP      | - Institut für Technik in Nancy-Brabois: Institut Universitaire de Technologie Nancy-Brabois - Institut für Technik in Longwy: Institut Universitaire de Technologie de Longwy - Institut für Technik in Saint-Dié-des-Vosges: Institut Universitaire de Technologie de Saint-Dié-des-Vosges |
| (Institute für) Technik                                                  | UN2      | - Institut für Technik in Nancy: Institut Universitaire de Technologie Nancy – Charlemagne - Institut für Technik in Epinal: Institut Universitaire de Technologie d’Epinal – Hubert Curien |
| (Institute für) Technik                                                  | UPVM     | - Institut für Technik in Metz: Institut universitaire de technologie de Metz - Institut für Technik in Thionville-Yutz: Institut universitaire de technologie de Thionville – Yutz - Institut für Technik in Saint-Avold, Forbach und Sarreguemines: Institut universitaire de technologie de Moselle-Est |
| Gesundheit                                                               | UHP      | - Fakultät für Medizin: Faculté de Médecine - Fakultät für Zahnheilkunde: Faculté d’Odontologie - Fakultät für Arzneikunde: Faculté de Pharmacie - Fakultät für Sport: Faculté du Sport |
| Gesundheit                                                               | UPVM     | - Abteilung Sciences et Techniques des Activités Physiques et Sportives (STAPS) |
| Wissenschaft und Technik                                                 | UHP      | - Fakultät für Wissenschaften und Technik: Faculté des Sciences et Technologies |
| Wissenschaft und Technik                                                 | UPVM     | - Fakultät für Mathematik, Informatik, Maschinenbau und Regelungstechnik: Mathématiques, informatique, mécanique et automatique (UFR MIMA) - Fakultät für Naturwissenschaften: Sciences fondamentales et appliquées (UFR SciFA) (ohne die Abteilung STAPS) |
| Recht, Ökonomie und Betriebswirtschaft                                   | UN2      | - Fakultät für Volkswirtschaft: UFR Faculté de Droit, Sciences Economiques et Gestion - Institut Supérieur d’Administration et de Management (ISAM-IAE Nancy) - Centre Européen Universitaire (CEU) - Institut de Préparation à l’Administration Générale (IPAG) - Institut Régional du Travail (IRT) - Fakultät für Mathematik und Informatik: UFR Mathématiques et Informatique |
| Recht, Ökonomie und Betriebswirtschaft                                   | UPVM     | - Fakultät für Volkswirtschaft: Droit, économie et administration (UFR Droit) - Fakultät für Betriebswirtschaft: Etudes supérieures de management (UFR ESM/IAE) |
| Kunst-, Literatur- und Sprachwissenschaften                              | UN2      | - Fakultät für Literaturwissenschaften: UFR Lettres - Fakultät für Sprachen und fremdsprachige Literatur: UFR Langues et littératures étrangères - Abteilung Musikwissenschaft (der Fakultät für Geschichte, Geografie und Musikwissenschaft) - Institut Européen de Cinéma et d’Audiovisuel (IECA) - Service Commun d’Enseignement des Langues Vivantes (SCELV) - Département d’Etudes de Français Langue Etrangère (DeFLE) - Analyse et traitement informatique de la langue française (ATILF)                                                                           |
| Kunst-, Literatur- und Sprachwissenschaften                              | INPL     | - Centre d’accueil et de formation linguistique (CAFOL) |
| Kunst-, Literatur- und Sprachwissenschaften                              | UPVM     | - Fakultät für Literatur und Fremdsprachen: Lettres et langues (UFR LL) (ohne die Abteilung Sprachwissenschaften / sciences du langage) - Abteilung Musikwissenschaft: Département de musicologie - Abteilung Kunst und Kultur: Département Arts et culture - Institut Média-Langues |
| Human- und Sozialwissenschaften                                          | UN2      | - Fakultät für Humanwissenschaften: UFR Connaissance de l’Homme - Fakultät für Sprachwissenschaften: UFR Sciences du Langage - Fakultät für Geschichte, Geografie und Musikwissenschaft (Abteilungen Geschichte, Kunstgeschichte und Geographie) - Info Com (der Fakultät für Literaturwissenschaften) |
| Human- und Sozialwissenschaften                                          | UPVM     | - Fakultät für Humanwissenschaften und Kunst: Sciences humaines, arts et culture (UFR SHA) (ohne die Abteilung Musikwissenschaft) - Abteilung Sprachwissenschaften |
| Interface (lebenslange, transdisziplinäre und transnationale Ausbildung) |          | - Institut de Formation Tout au Long de la Vie (IFTLV) |
| Interface (lebenslange, transdisziplinäre und transnationale Ausbildung) | UHP      | - Institut Universitaire de Formation des Maitres de Lorraine (IUFM) |
| Interface (lebenslange, transdisziplinäre und transnationale Ausbildung) | UPVM     | - Deutsch-Französisches Hochschulinstitut (DFHI) |